# Doing All Right
A Doing All Right a második dal a brit Queen rockegyüttes 1973-as Queen albumán. A szerzői Brian May és Tim Staffell voltak.
A dal gyökerei az 1960-as évek végére nyúlnak vissza, amikor Brian May gitáros és Roger Taylor dobos még a Smile együttesben zenélt Tim Staffell énekes mellett. Többször előadták a dalt a koncertjeiken (ekkor még „Doin’ Alright” címen), majd 1969 nyarán stúdióban is felvették, de nem használták végül fel, mert az együttes feloszlott.
A Queen album felvételei alatt May újra elővette, mert nem tudtak elég saját dalt írni a lemezhez. A felvételen May zongorázott. Az albumborítón Staffelt is jelölték szerzőnek (az évek folyamán 1995-ig nagyjából 20 ezer fontnyi jogdíjat kapott ezért). Mercury önkéntelenül is Staffel énekét vette alapul a sajátjához.
1970 és 1977 között rendszeresen előadták a koncerteken, a későbbi időkben egészen lassú, szinte reggae-szerű ütemben. Többek közt ezt a dalt is újravették 1973. február 5-én a BBC zenei stúdióján, így felkerült az 1989-ben megjelent At the Beeb albumra is. Ennek a változatnak a különlegessége, hogy az utolsó versszakot Taylor énekelte, nyers énekével kontrasztot adva Mercury édeskés hangjával szemben. Az 1974-ben kiadott „Liar” kislemez B-oldalára is felkerült.

## Közreműködők
- Ének: Freddie Mercury
- Háttérvokál: Freddie Mercury, Roger Taylor, Brian May

Hangszerek:
- Brian May: Red Special, Hairfred akusztikus gitár
- Freddie Mercury: Bechstein zongora
- John Deacon: Fender Precision Bass
- Roger Taylor: Ludwig dobfelszerelés